# Devadasi

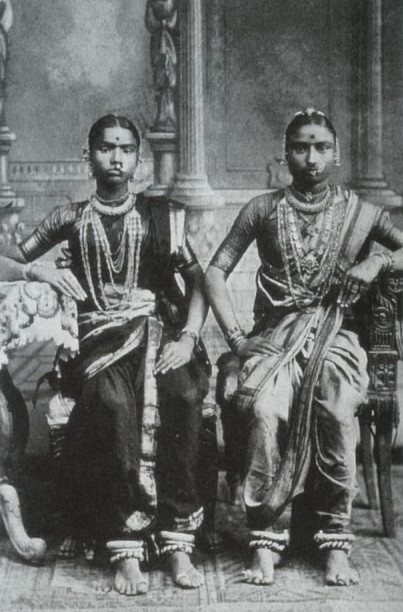
Devadasis in Tamil Nadu um 1920

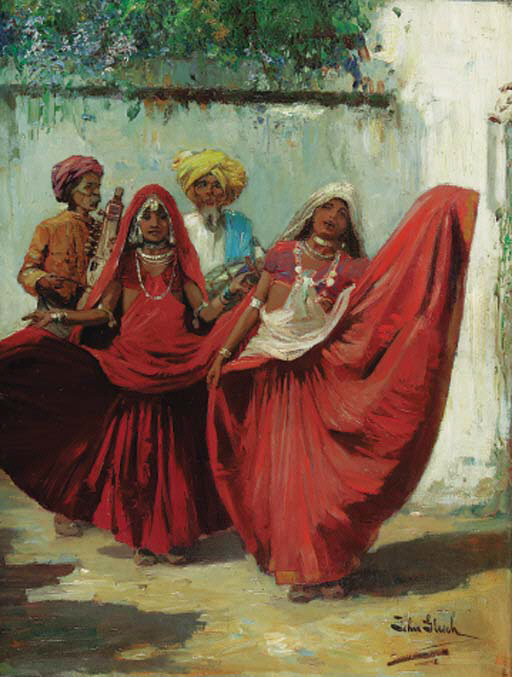
John Gleich: Zwei Nautche mit Musiker

Devadasis (देवदासी, Devi-Mädchen) waren ab dem 10. Jahrhundert indische Tempelprostituierte, Künstlerinnen und Tänzerinnen wie die japanischen Geishas, die bei Gottesdiensten und weltlichen Veranstaltungen auftraten. Sie gehörten einer eigenen Kaste an und waren relativ privilegiert und wohlhabend. Ab dem 14. Jahrhundert, während der muslimischen Herrschaft über Indien, verkam Devadasi zu einem System religiöser Kinderprostitution.

## Bezeichnungen im Umfeld der Devadasis
- Bajadere war in Europa der romantisierende Begriff für indische Tempeltänzerinnen oder Freudenmädchen, der unter anderem in Goethes Gedicht Der Gott und die Bajadere vorkommt.
- Ganika nannte Kautilya in seinem Lehrbuch Arthashastra aus dem 4. Jahrhundert v. Chr. eine junge schöne Tänzerin. Sie war nach dem Kamasutra eine vornehme Kurtisane und unterschied sich von der einfachen Prostituierten Veshya, weil sie die 64 Künste beherrschte.[1]
- Devadasis in Orissa hießen Mahari. Das Wort ist eine Komposition aus den Oriya-Wörtern mahan und nari und bedeutet „göttliche Damen“. Entsprechend ihren Aufgabengebieten hatten sie zusätzlich Namen: Bhitara Gauni, Bhahara Gauni, Nachuni, Patuari, Raj Angila, Gahana Mahari und Rudra Ganika.[2]
- Murali heißt in der Volksreligion des westindischen Bundesstaates Maharashtra ein dem regionalen Familiengott Khandoba geweihtes Tanzmädchen. Dessen männlicher Gegenpart im Dienst der Gottheit ist der Vaghya.[3]
- Nati (männliche Form Nata) ist eine Tempeltänzerin und war oft gleichbedeutend mit einer Devadasi.
- Nautch, abgeleitet von Sanskrit nritya („Tanz“), bezeichnet das weltliche Gegenstück zu den Devadasis: schöne Mädchen, die als professionelle Unterhalterinnen nicht zum Gefallen der Götter, sondern der Herrscher an den indischen Höfen auftraten. In den 1930er Jahren entwickelten sich daraus die eleganten Tanzeinlagen, die besonders das in der Swang-Tradition stehende Nautanki-Volkstheater dem männlichen Zeitgeist anpassten.[4]
- Stree Preksha hießen seit altindischer Zeit Tanztheater, die nur von Tänzerinnen (Ganikas) aufgeführt wurden. Die Ganikas traten in Tempeln, Palästen oder bei großen Festen auf. Die Stree-Preksha-Tradition verschwand allmählich nach der islamischen Eroberung Indiens.[5]
- Tawaif, von arabisch taifa („Gruppe“, „Gemeinschaft“), im 18./19. Jahrhundert hoch angesehene Unterhalterinnen mit Poesie, Tanz, Gesang und Erotik an den nordindischen Fürstenhöfen. Aus den Tawaif wurden im Verlauf des 19. Jahrhunderts die Nautch-Tänzerinnen. Vom einstigen weiten und geschätzten Tätigkeitsfeld ist heute nur noch die sprachliche Reduktion auf „Prostituierte“ erhalten.[6]
- Veshya, im Kamasutra eine einfache Prostituierte

## Prostitution
Im Jagannath-Tempel in der indischen Stadt Puri (Orissa) verkörperten Devadasis Jagannathas EhefrauLakshmi, die Göttin der Liebe und des Wohlstands. Sie traten im Tempel zwei Mal täglich tanzend und singend auf. Zudem waren sie Konkubinen des Königs und der Priester. Wie verheiratete Frauen verhüllten sie sich mit einem Zipfel ihres Saris und mussten gewöhnliche Prostituierte meiden. Sie waren bewandert in der Kunst der Liebe, der Musik, Tanz und Literatur, und werden zum Teil als hoch gebildet beschrieben. In den altindischen Epen verkörpern sie den Wohlstand, die Raffinesse und die Kultur der blühenden Stadt. Fruchtbarkeit wurde von ihnen nicht erwartet, sie adoptierten stattdessen Mädchen als Nachfolgerinnen.
Verwandt sind die transsexuellen Hijras, die bei der Geburt von Jungen in Häusern singen und tanzen und von denen die meisten homosexuelle Prostituierte sind.
Die religiösen Hintergründe dieser alten Tradition sind heute oft nur noch Nebensache. Anstatt ehrwürdiger Tempeltänzerinnen sind Devadasi meist nur mehr Opfer eines Missbrauchsystems, das Jugendliche zu Prostituierten macht und ihre Eltern zu ihren Zuhältern. Kinder werden schon in jungen Jahren durch ein Ritual in dieses System eingeführt, kehren zu ihren Familien zurück und werden dann, wenn sie alt genug sind, für Geld verkauft. Oft sind sie erst 10 bis 13 Jahre alt. Sie werden einem Mann zugeführt, wodurch ihren Familien ein Einkommen sicher ist. Der Großteil ihrer Kunden sind Lastwagenfahrer, bei denen die HIV-Infektionsrate besonders hoch ist. Das Devadasi-System zieht sich durch Generationen.